# بويان ناستيتش
بويان ناستيتش (بالصربية: Бојан Настић)‏ هو لاعب كرة قدم صربي في مركز ظهير ‏، ولد في 6 يوليو 1994 في Vlasenica ‏ في البوسنة والهرسك. شارك مع منتخب صربيا تحت 19 سنة لكرة القدم ومنتخب صربيا تحت 21 سنة لكرة القدم ومنتخب البوسنة والهرسك لكرة القدم. أما مع النوادي، فقد لعب مع أوستينده وباتي بوريسوف ونادي جينك ونادي فويفودينا وياغيلونيا بياويستوك.

## وصلات خارجية
- بويان ناستيتش على موقع الاتحاد الأوربي (الإنجليزية)
- بويان ناستيتش على موقع قاعدة بيانات كرة القدم.إي يو (الإنجليزية)
- بويان ناستيتش على موقع ناشيونال فوتبول تيمز (الإنجليزية)
- بويان ناستيتش على موقع Soccerway.com (الإنجليزية)
- بويان ناستيتش على موقع AS.com (الإسبانية)